# آرژینینمی
آرژینینمی (به انگلیسی: Argininemia) نوعی نقص در روند متابولیسم پروتئین هاست که به علت نقص در آنزیم آرژیناز بروز می‌کند.

## علائم بالینی
- زمان تولد: طبیعی.
- دوره نوزادی: تشنج، استفراغ‌های دوره‌ای و راجعه از روزهای اول زندگی در برخی بیماران، بی اشتهایی، تحریک پذیری و گریه مداوم.
- دوره شیرخوارگی: اختلال رشد، تاخیر در تکامل، اسپاستیسیتی، اپی ستوتونوس، خواب آلودگی بدنبال تغذیه، فلج اسپاستیک دو یا چهار اندام، کوچکی دور سر و کوچک شدن مغز، راه رفتن اسپاستیک و بروز وضعیت قیچی در اندامهای تحتانی، افزایش تونوس عضلانی و رفلکسهای تاندونی، حملات استفراغ و آمونیاک بالای خون، اغماء و مرگ.
- دوره کودکی: تحریک پذیری، بیش فعالی، عدم تعادل، حرکات کره‌ای یا آتتوز، ترمور، بلع مشکل، ریزش بزاق از دهان، سر کوچک، تشنج، عقب ماندگی شدید روانی حرکتی، بزرگی کبد و افزایش ترانس آمینازهای کبدی، زمان پروترومبین طولانی، شکنندگی موها و بروز نواحی با رنگ‌های متفاوت در موی سر.

## نقص آنزیمی
نقص در آنزیم آرژیناز.

## توارث ژنتیکی
اتوزوم مغلوب.